# ヤマコ
ヤマコは、日本のイラストレーター。クリエイターユニットHoneyWorksのメンバー。

## 人物
ニコニコ動画やYouTubeで活動する音楽ユニット「HoneyWorks」のイラストレーターとしての活動を中心に、キャラクターデザインや楽曲のミュージックビデオ制作などを行う。
2018年より母校の奈良芸術短期大学にて客員教授を務める。
2019年、ジャニーズ事務所初のバーチャルアイドルである海堂飛鳥、苺谷星空のキャラクターデザイン、シナリオ設定を担当。

## 作品

### イラスト・挿絵
- 『春日坂高校漫画研究部』シリーズ（角川ビーンズ文庫、2013年 - ）
- 『VOCALOID3 v flower』 パッケージイラスト（2014年）
- 『BROTHERS CONFLICT アンソロジー Perfect Pink』（シルフコミックス、2015年）
- 『刀剣乱舞-ONLINE- ノベル&イラストアンソロジー ～桜～』（ビーズログ文庫、2015年）
- 『A3！ コミックアンソロジー』（DNAメディアコミックス、2017年）
- 『「R」ealize』 アルバムジャケットキャラクター（2018年）

### キャラクター原案
- 一翔剣（バーチャルMC・アナウンサー）
- 劇場アニメ『キミだけにモテたいんだ。』（2019年）[5]
- Johnny’s × SHOWROOM「バーチャルジャニーズプロジェクト」[4]